# Russell L. Mack

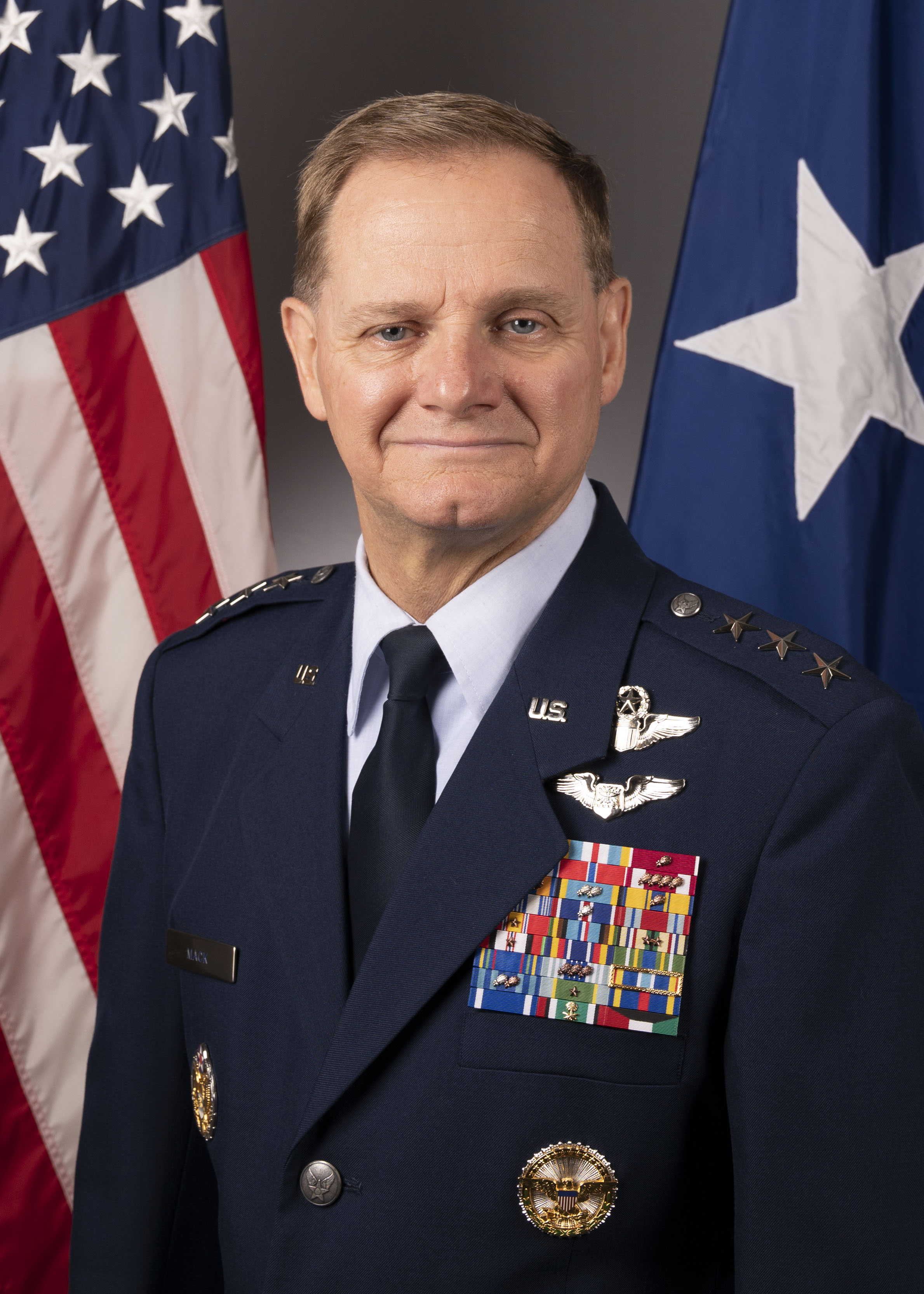
Russell L. Mack (2021)

Russell L. Mack (* um 1966) ist ein pensionierter Generalleutnant der United States Air Force. Er war unter anderem Kommandeur verschiedener Einheiten einschließlich der 13. Expeditionsluftflotte und Stabsoffizier der Luftwaffe.
Mack studierte zunächst an der University of New Hampshire. Über die Officer Training School gelangte er im Jahr 1988 in das Offizierskorps der United States Air Force.
Im Lauf seiner militärischen Karriere absolvierte er verschiedene Kurse und Schulungen. Dazu gehörten unter anderem eine Ausbildung zum Kampfpiloten und weitere Fortbildungskurse als Pilot neuer Flugzeugtypen; die Squadron Officer School auf der Maxwell Air Force Base in Alabama; das Air Command and Staff College, ebenfalls auf der Maxwell AFB; das Air War College; das Joint Forces Staff College in Norfolk in Virginia; der Joint Force Air Component Commander Course; der Combined Force Maritime Component Commander Course; der Joint Force Maritime Component Commander Course; der Joint Flag Officer Warfighter Course; der Cyberspace Operations Executive Course; der Senior Joint Information Operations Applications Course und der Leadership at the Peak Course. Außerdem erhielt er akademische Grade von der Troy University, der Harvard University, der University of Virginia, der Harvard Kennedy School, dem Massachusetts Institute of Technology (MIT) und der Duke University.
In seinen frühen Jahren als Offizier der Luftwaffe war er auf verschiedenen Stützpunkten in den Vereinigten Staaten stationiert. Dabei war er als Pilot, Flugausbilder oder Stabsoffizier bei unterschiedlichen Einheiten tätig. Dazwischen absolvierte er die erwähnten Schulungen. Zwischen September 1996 und September 1997 war er auf der Osan Air Base in Südkorea stationiert. Zwischen Oktober 1998 und Juli 1999 gehörte Mack der Kunstflugstaffel United States Air Force Thunderbirds an. Er flog Kampfeinsätze im Zweiten Golfkrieg, im Rahmen der Operation Southern Watch und der Operation Enduring Freedom.
Zwischen Juli 2008 und Juni 2009 war Russell Mack als Oberst auf der Spangdahlem Air Base in Deutschland stationiert. Dort war er stellvertretender Kommandeur des 52. Kampfgeschwaders (52nd Fighter Wing). Sein nächster Auftrag führte ihn auf die Bagram Air Base in Afghanistan. Zwischen Dezember 2008 und Mai 2009 war er dort stellvertretender Kommandeur des 455. Expeditionsgeschwaders (455th Air Expeditionary Wing). Nach einem Lehrgang an der Harvard University wurde er im Mai 2010 auf die Vance Air Force Base in Oklahoma versetzt. Dort kommandierte er bis zum Juni 2012 das 71. Ausbildungsgeschwader (71st Flying Training Wing). Anschließend gehörte er bis zum Juli 2013 dem Stab des Hauptquartiers der Air Force an.
Daran schloss sich eine Rückkehr zur Osan AB in Südkorea an. Zwischen August 2013 und Mai 2015 war er dort stellvertretender Kommandeur der 7. Luftflotte und der amerikanischen Luftstreitkräfte für Korea. Außerdem fungierte er als Stabschef der dortigen Luftstreitkräfte. Nach seiner Rückkehr in die Vereinigten Staaten wurde Mack auf die Langley Air Force Base in Virginia versetzt. Dort gehörte er zwischen Juni 2015 und Juni 2017 dem Stab des Air Combat Commands (ACC) an. Bis Mai 2016 war er dessen Generalinspekteur und danach leitete er dort die Stabsabteilung für Planungen, Programme und Bedarf (Director, Plans, Programs, and Requirements).
Als Nächstes wurde er zur Hickham Air Force Base auf Hawaii versetzt. Zwischen Juni 2017 und Juni 2019 war er dort stellvertretender Kommandeur der Pacific Air Forces und zwischen dem 14. März und dem 3. Juni 2019 kommandierte er zusätzlich die ebenfalls auf der Hickham AFB stationierte 13. Luftexpeditionsflotte. Nach dem Ende seiner Mission auf der Hickham AFB wurde Mack erneut zum Stab des Hauptquartiers der Luftwaffe versetzt. Bis zum August 2021 war er in dessen Stabsabteilung für Operationen tätig (Assistant Deputy Chief of Staff, Operations, Headquarters U.S. Air Force). Sein letzter Auftrag führte ihn zurück auf die Langley AFB. Dort war er ab August 2021 bis zu seiner Pensionierung im Jahr 2023 stellvertretender Kommandeur des ACC.
Während seiner aktiven Zeit als Militärpilot absolvierte er über 3600 Flugstunden auf verschiedenen Flugzeugtypen.

## Daten der Beförderungen
| Abzeichen | Rang               | Jahr               |
| --------- | ------------------ | ------------------ |
|           | Second Lieutenant  | 13. April 1988     |
|           | First Lieutenant   | 13. April 1990     |
|           | Captain            | 13. April 1992     |
|           | Major              | 1. Juli 1999       |
|           | Lieutenant Colonel | 1. März 2003       |
|           | Colonel            | 1. September 2007  |
|           | Brigadier General  | 13. September 2013 |
|           | Major General      | 4. Juli 2017       |
|           | Lieutenant General | 16. August 2021    |

## Orden und Auszeichnungen
Russell Mack erhielt im Lauf seiner militärischen Laufbahn unter anderem folgende Auszeichnungen:
- Air Force Distinguished Service Medal
- Defense Superior Service Medal
- Legion of Merit
- Bronze Star Medal
- Distinguished Flying Cross
- Meritorious Service Medal
- Air Medal
- Aerial Achievement Medal